# Косагаш (Казыгуртский район)
Косагаш (каз. Қосағаш) — село в Казыгуртском районе Туркестанской области Казахстана. Входит в состав Алтынтобинского сельского округа. Находится примерно в 25 км к северо-востоку от районного центра, села Казыгурт. Код КАТО — 514033600.

## Население
В 1999 году население села составляло 1115 человек (559 мужчин и 556 женщин). По данным переписи 2009 года, в селе проживали 1234 человека (641 мужчина и 593 женщины).